# Elginerpetontidae
De Elginerpetontidae zijn een familie van uitgestorven basale stegocephalide Tetrapodomorpha die in Europa leefden tijdens het Frasnien van het Laat-Devoon. Het bevat de geslachten Elginerpeton, Obruchevichthys en Webererpeton.